# Bard (Loire)
Bard ist eine französische Gemeinde mit 686 Einwohnern (Stand: 1. Januar 2022) im Département Loire in der Region Auvergne-Rhône-Alpes. Die Gemeinde gehört zum Arrondissement Montbrison und zum Kanton Montbrison. Die Einwohner werden Bardois und Bardoises genannt. 

## Geographie
Bard liegt etwa 30 Kilometer nordwestlich von Saint-Étienne am Forez. Das Gemeindegebiet wird vom Fluss Moingt durchquert, der hier noch Cotoyet genannt wird. An der Südgrenze verläuft sein Zufluss Bouchat. Umgeben wird Bard von den Nachbargemeinden Essertines-en-Châtelneuf im Norden, Montbrison im Osten und Nordosten, Écotay-l’Olme im Osten und Südosten, Verrières-en-Forez im Süden, Saint-Anthème im Westen und Südwesten sowie Lérigneux im Nordwesten.

## Bevölkerungsentwicklung
| Jahr                       | 1962 | 1968 | 1975 | 1982 | 1990 | 1999 | 2008 | 2017 |
| -------------------------- | ---- | ---- | ---- | ---- | ---- | ---- | ---- | ---- |
| Einwohner                  | 404  | 335  | 343  | 418  | 518  | 578  | 625  | 664  |
| Quellen: Cassini und INSEE |      |      |      |      |      |      |      |      |

## Sehenswürdigkeiten
- Kirche Saint-Jean, ehemalige Prioratskirche, aus dem 16. Jahrhundert, seit 1991 als Monument historique eingeschrieben